# Daniel Berthelot
Daniel Berthelot (8 de novembro de 1865 - 8 de março de 1927), foi um especialista em biologia, medicina e física. Foi professor e pesquisador na Academia de Ciências, na Academia de Medicina e na IMI. Filho de Marcelline Sophie Berthelot, foi irmão do diplomata Philippe Berthelot, do político André Berthelot e do filósofo René Berthelot.